# Василіянський монастир в Умані
Василіянський монастир в Умані — історико-архітектурна пам'ятка XVIII століття, розташована в місті Умань Черкаської області. Монастир був осередком релігійного, освітнього та культурного життя Правобережної України.

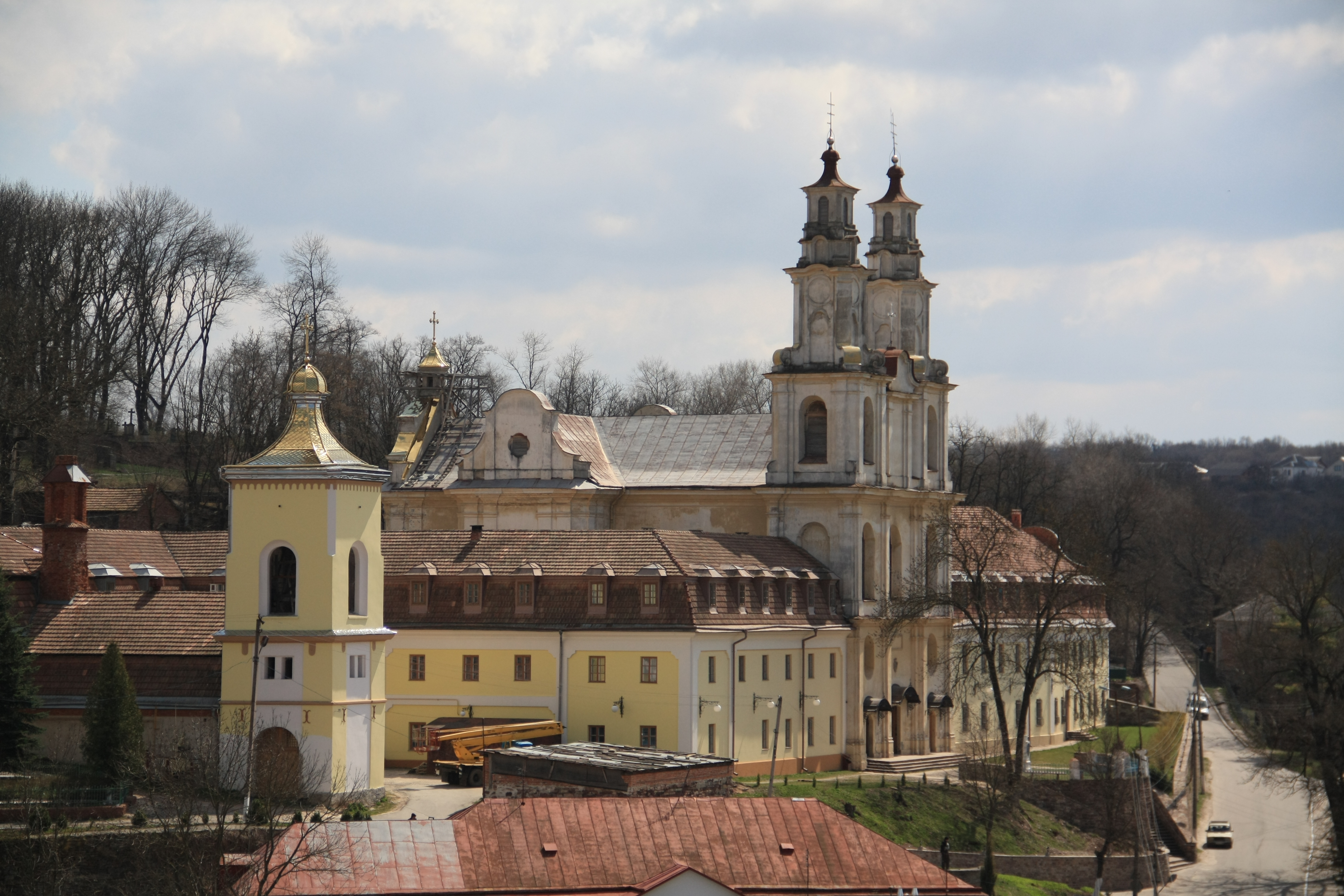
Василіянський монастир в Умані

## Історія
Монастир було засновано у 1765 році за сприяння київського воєводи Францішека Салезія Потоцького. Він надав для обителі щедру фінансову підтримку: 200 тисяч злотих, два села (Гереженівку та Монастирок) і земельну ділянку в Умані для будівництва церкви, школи та келій. Першим ігуменом став о. Іраклій Костецький, випускник папської семінарії у Вільно.
У 1766 році при монастирі відкрили греко-католицьку школу, яка згодом стала однією з найпотужніших на Правобережжі. На початку XIX століття кількість учнів сягала 800 осіб. У 1795 році, після перенесення резиденції графа Станіслава Щенсного Потоцького до Умані, монастир отримав додаткову підтримку.
У 1832 році школа була закрита, а в 1834 році монастир ліквідовано російською владою. Будівлю передали місцевій адміністрації, згодом вона використовувалась як суд, казарма, театр, а з 1858 року — як артилерійські казарми.

## Архітектура
Комплекс зведено у класичному стилі з елементами оборонної архітектури. Стіни завтовшки понад метр. Під монастирем знаходиться система підземних ходів, прокладених у XVII–XVIII століттях. За легендами, у цих підвалах гайдамаки ховали скарби.

## Сучасний стан
З 2006 року монастир є частиною історико-архітектурного заповідника «Стара Умань». Нині тут проводяться екскурсії підземеллями, під час яких відвідувачі знайомляться з історією монастиря та побутом монахів.

## Адреса
вул. Небесної Сотні, 31, м. Умань, Черкаська область, Україна.